# Lee Makel
Lee Robert Makel, född 11 januari 1973 i Sunderland, är en engelsk före detta mittfältare och numera tränare som avslutade sin karriär i Cowdenbeath FC i skotska division 1.
Makel inledde sin karriär i Newcastle United 1991 och gjorde där totalt 14 matcher. Han flyttade till Blackburn Rovers 1992 men gjorde endast sex matcher på tre säsonger i klubben. Under Blackburns guldsäsong i Premier League 1994/95 var Makel en del av truppen men fick inte göra en enda match i ligan.
Makel flyttade till Huddersfield 1995 där han gjorde två och en halv säsong innan den skotska Premier-League-klubben Hearts köpte honom 1998. 2001 lämnade han klubben för en kort period i Bradford City innan han återvände till Skottland och klubben Livingston i december 2001. Laget slutade under Makels första säsong i klubben trea i ligan och lyckades kvalificera sig för spel i UEFA-cupen.
Efter kortare sejourer i Plymouth Argyle, Dunfermline Athletic och återigen Livingston hamnade Lee Makel i Östersunds FK inför säsongen 2008. Där har han varit en av klubbens absolut viktigaste spelare och var en starkt bidragande faktor till att klubben det året höll sig kvar i norrettan.
Till säsongen 2009 valde ÖFK att ej förlänga kontraktet med Makel på grund av en ansträngd ekonomi. När tränaren Kalle Björklund slutade under sommaren 2009 anställdes dock Makel på nytt med en ny roll som spelande tränare. Återigen var Makel en av de viktigaste orsakerna till att ÖFK kunde säkra nytt kontrakt i slutet av säsongen.
Efter att ha delat tränaransvaret med Peter Andersson och Mats Palmqvist under andra halvan av fotbollssäsongen 2009 fick Makel ensamt huvudansvar för ÖFK inför säsongen 2010.